# Zamaskowany Batalion
Zamaskowany Batalion (arab. كتيبة الملثمين, Katibat al-Mulassamin, Katībat al-Mulaththamīn) lub Sygnatariusze Krwi – organizacja islamistyczna będąca odgałęzieniem Al-Ka’idy Islamskiego Maghrebu (AQIM) uformowana pod koniec 2012 i powołana przez Muchtara Bilmuchtara. W sierpniu 2013 połączyła się z Ruchem na Rzecz Jedności i Dżihadu Afryki Zachodniej (MUJAO) tworząc ugrupowanie Al-Murabitun („Strażnicy”). Zamaskowany Batalion jest wpisany na listę organizacji terrorystycznych Departamentu Stanu USA.
Ugrupowanie powstało pod koniec 2012, kiedy jeden z dowódców Al-Ka’idy Islamskiego Maghrebu – Muchtar Bilmuchtar opuścił szeregi organizacji terrorystycznej i powołał do życia własną organizację bojową. Zamaskowany Batalion brał udział w wojnie domowej w Mali. Zasłynął atakiem atakiem na pole gazowe Ajn Amnas w dniach 16–19 stycznia 2013, kiedy to ekstremiści uwięzili na polu gazowym Ajn Amnas 790 pracowników kompleksu, w tym 132 cudzoziemców, pracowników koncernów naftowych. Terroryści utrzymywali, iż jest to odwet za interwencję Francji w Mali na terenach zajętych przez islamistów. Kryzys na polach gazowych zakończył się po czterech dniach w wyniku akcji algierskich antyterrorystów, śmiercią 29 porywaczy i 38 zakładników.
Organizacja ściśle współpracowała z Ruchem na Rzecz Jedności i Dżihadu Afryki Zachodniej (MUJAO). 23 maja 2013 ugrupowania te przeprowadziły serię zamachów w Nigrze na koszary wojskowe i kopalnię rud uranu. W zamachach i walkach, które nastąpiły po nich, zginęło 24 nigerskich żołnierzy. Był to odwet za uczestnictwo Nigerczyków w malijskiej wojnie domowej. W sierpniu 2013 MUJAO oraz Zamaskowany Batalion ogłosiły fuzję i powołanie ugrupowania Al-Murabitun. Nowo utworzona grupa ekstremistów stanowiła oprócz AQIM największe zagrożenie dla interesów USA i państw zachodnich w Sahelu.
18 grudnia 2013 Zamaskowany Batalion został wpisany przez Departament Stanu USA na listę organizacji terrorystycznych. Umieszczenie w wykazie skutkowało uznaniem za przestępstwo udzielania wsparcia materialnego grupie. Amerykańskie służby są zobowiązane do zablokowania transakcji finansowych i biznesowych z organizacjami znajdującymi się na liście.